# Bloody Wedding – Die Braut muss warten
Bloody Wedding – Die Braut muss warten (Best Men) ist eine US-amerikanische Filmkomödie von Tamra Davis aus dem Jahr 1997.

## Handlung
Jesse Reilly wird nach drei Jahren aus dem Gefängnis entlassen, er will Hope heiraten. Kurz vor der Hochzeit geraten er und seine Freunde Buzz Thomas, Teddy Pollack und Billy Phillips in einen Banküberfall. Es kommt zu einer Geiselnahme, das FBI wird hinzugezogen. Das Ganze gipfelt in einem Schusswechsel, in dem einige Männer angeschossen werden. Hope und Jesse werden von John G. Coleman mit dem Hubschrauber gerettet.
In der letzten Szene sieht man Jesse und Hope, die zusammen ihren Sohn aufziehen.

## Kritiken
Dan Jardine schrieb im Apollo Guide, der Film wäre als eine Actionkomödie klassifiziert, aber er wäre weder besonders lustig noch besonders aufregend. Die Actionszene mit dem Hubschrauber bezeichnete er als eine Nachahmung der vergleichbaren Szene aus True Lies – Wahre Lügen. Jardine lobte einige Charaktere, insgesamt wären aber die Charaktere zu zahlreich.
David Nusair lobte auf reelfilm.com die Leistungen der Darsteller sowie die cleveren Dialoge aber kritisierte das etwas zu niedliche Ende des Films.

## Hintergründe
Die Produktionskosten betrugen ungefähr 4 Millionen US-Dollar.